# 学生叢書
学生叢書（がくせいそうしょ）は、戦時下の大学生、高等学校生に精神的支柱を与えるために、河合栄治郎が編集・刊行した叢書。日本評論社より1936年から1941年に刊行された。

## 概要
大東亜戦争の直前や以後の戦時下ではファシズムが肯定される風潮にあり、他方でマルキシズムや自由主義は否定される傾向にあった。そうした時代の中で何を頼りに生きようかと模索していた大学生、高等学校生のために、東京帝国大学経済学部教授だった河合栄治郎は学生叢書を企画、編集、出版した。
全巻構成は「叢書の構成」のとおり。執筆陣には当時の最高水準の知識人を総動員した。学生叢書の主導精神は理想主義、人格主義、教養主義であった。
学生叢書は当時の学生に迎えられ、ベストセラーとなり、増刷が相次いだ。多くの学生、学徒動員で出征する学生にも、生きる意義と勇気を与えた。
学生叢書で説かれた中身は知的生活論と人生論であり、現代でもそのまま通用するものであり、戦後の知的生活論と人生論をリードすることになった。なお、河合は学生叢書と同趣旨で単独でも『学生に与う』（日本評論社、1940年）を著している。

## 叢書の構成
| 書名           | 発行年月   | 収録論文数 |
| -------------- | ---------- | ---------- |
| 『学生と教養』 | 1936年12月 | 15編       |
| 『学生と生活』 | 1937年7月  | 14編       |
| 『学生と先哲』 | 1937年12月 | 14編       |
| 『学生と社会』 | 1938年6月  | 17編       |
| 『学生と読書』 | 1938年12月 | 19編       |
| 『学生と学園』 | 1939年6月  | 28編       |
| 『学生と科学』 | 1939年12月 | 20編       |
| 『学生と歴史』 | 1940年4月  | 22編       |
| 『学生と日本』 | 1940年8月  | 31編       |
| 『学生と芸術』 | 1940年11月 | 35編       |
| 『学生と西洋』 | 1941年4月  | 24編       |
| 『学生と哲学』 | 1941年10月 | 28編       |

## 影響受けた者
- 塩田庄兵衛「学問・思想の自由のためのレジスタンス」荒垣秀雄編『日本のレジスタンス』河出書房新社、1964年
- 嶋田孝之、石井忠行『心の大学ノート』朝日新聞社、1969年
- 加藤一郎「経済学部断想」『東京大学経済学部五十年史』東京大学出版会、1976年
- 森本哲郎『読書の旅――愛書家に捧ぐ』講談社文庫、1984年
- 安田武『昭和青春読書私史』岩波新書、1985年
- 中野孝次『わが体験的教育論』岩波新書、1985年
- 山崎時彦『早春暒風――事変下の大学生活』未来社、1991年
- 大崎平八郎『戦中派からの遺言』新評論、1992年
  - （大崎平八郎『戦中派からの遺言』こぶし書房、2005年）
- 中曽根康弘『政治と人生――中曽根康弘回顧録』講談社、1992年
- わだつみ会編『学徒出陣』岩波新書、1993年
- 五木寛之『日記――十代から六十代までのメモリー』岩波新書、1995年
- 永嶺重敏『東大生はどんな本を読んできたか』平凡社新書、2007年